# Erik Gnupsson
Erik Gnupsson (nórdico antiguo: Eiríkr upsi Gnúpsson; latín: Henricus) fue un clérigo de origen islandés de finales del siglo XI y principios del siglo XII, que fue ordenado obispo de Garðar en Groenlandia y Vinlandia (regionumque finitimarum) en 1112 durante el papado de Pascual II.
Erik Gnupsson sustituyó a su antecesor, el sajón Jonus, que en 1050 viajó a la colonia en misión evangelizadora y fue sacrificado por los nativos. Jonus afirmó que las relaciones entre nativos y escandinavos eran fluidas y había matrimonios mixtos, lo que implicaba que una raza cruzada se encontraba establecida en aquel momento.
Erik nunca regresó, no obstante, de su expedición a Vinlandia (1121). Pese a su esfuerzo, los asentamientos nórdicos no sobrevivieron debido muy probablemente a la muerte negra, los embistes de la piratería y los conflictos políticos en Escandinavia que los sumieron al olvido.